# Groot gootmos
Groot gootmos (Tritomaria quinquedentata) is een soort uit het geslacht gootmos (Tritomaria).

## Determinatie
Groot gootmos vormt geelgroene tot bruine matten. De bladeren zijn sterk asymmetrisch, ongelijk en drietoppig. Broedkorrels kunnen zeer onopvallend aanwezig zijn of geheel ontbreken.

## Fotogalerij

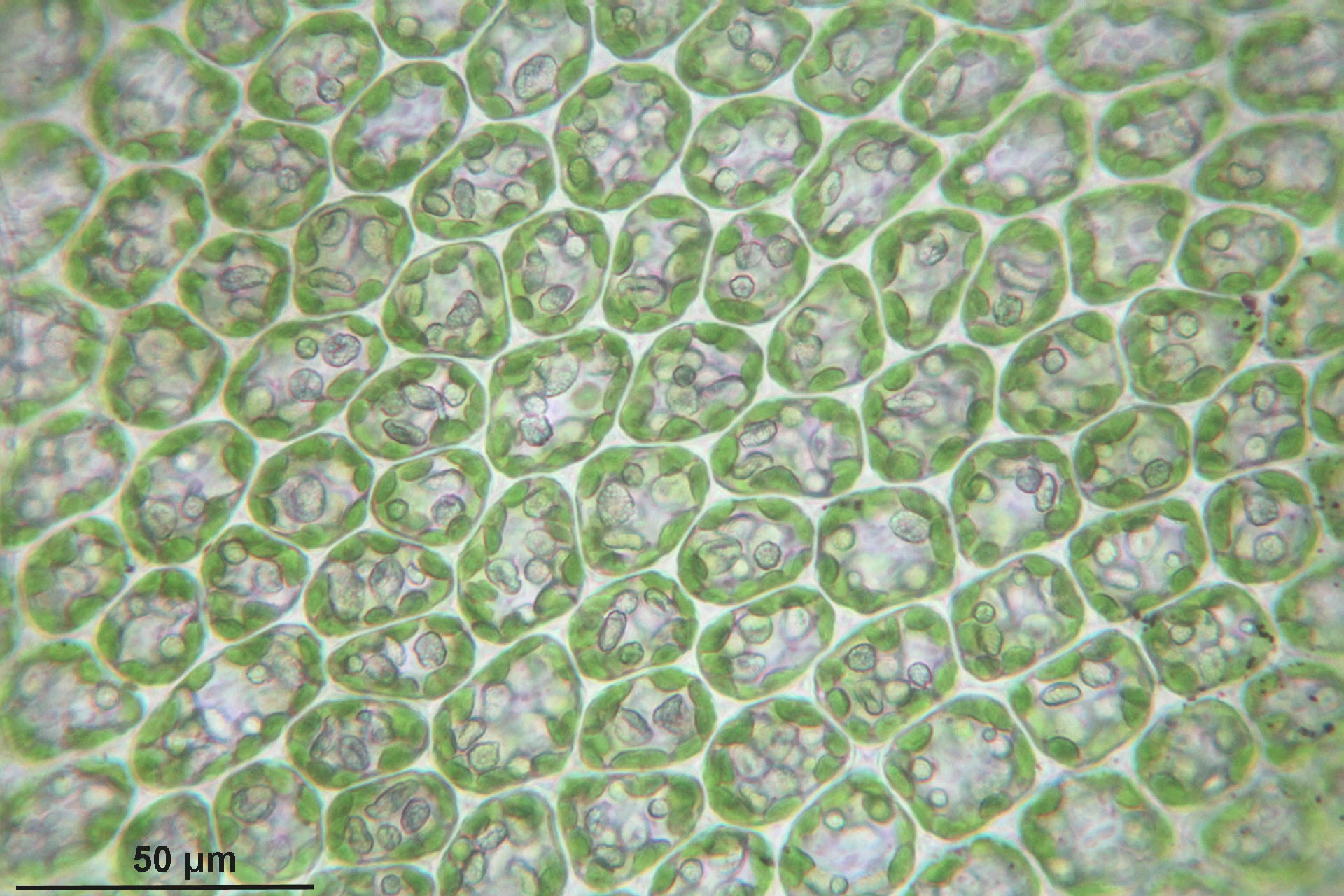
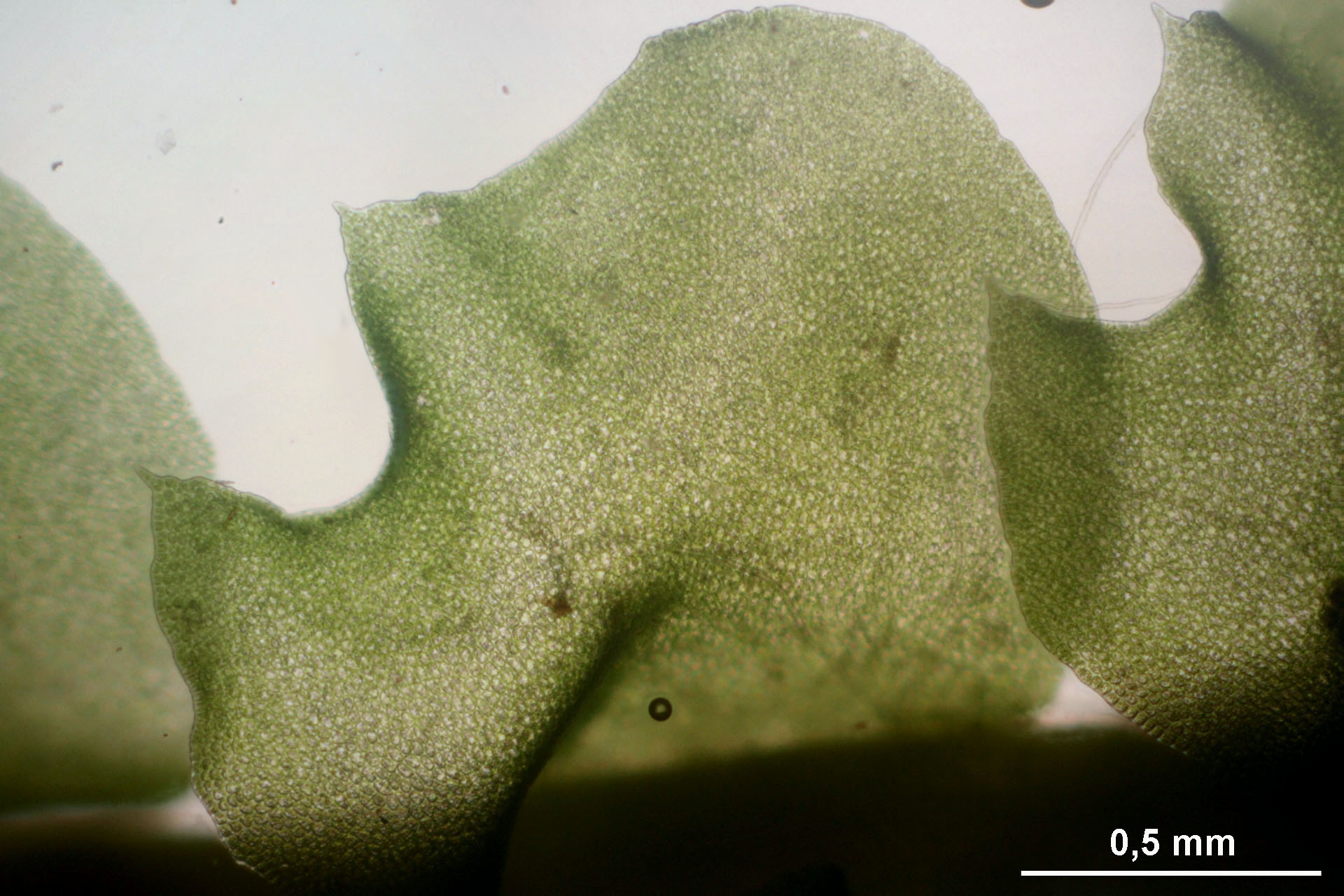
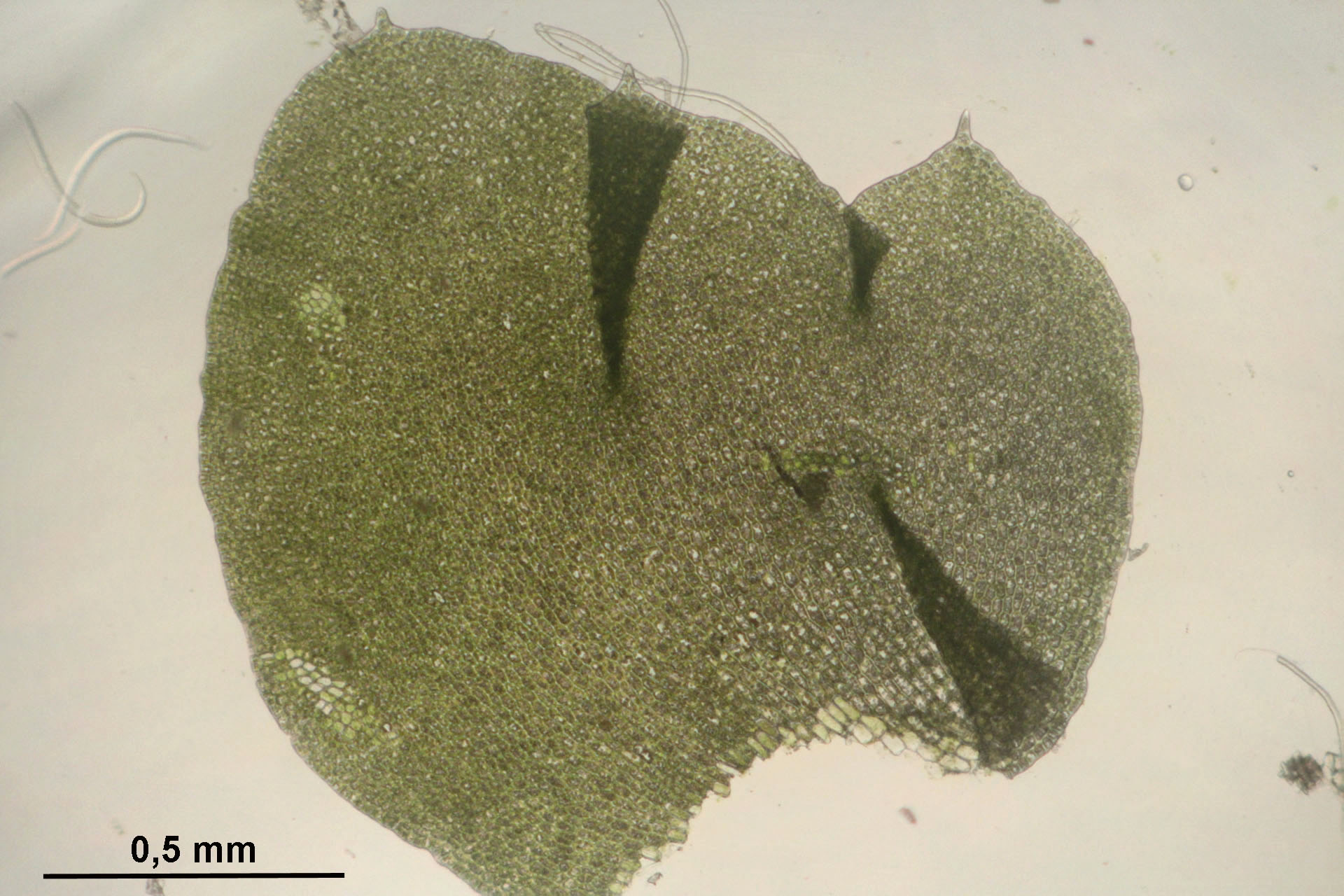